# Полевской муниципальный округ
Полевской городской округ — муниципальное образование в Свердловской области России. Относится к Западному управленческому округу области.
Административный центр — город Полевской.
С точки зрения административно-территориального устройства области, городской округ находится в границах административно-территориальной единицы «город Полевской» (соответствует категории города областного подчинения).
С 1  января 2025 года имеет статус муниципального округа.

## География
Полевской городской округ расположен на юге Свердловской области, к югу и юго-западу от города Екатеринбурга. Городской округ образован в границах административно-территориальной единицы «город Полевской». Площадь Полевского городского округа — 1550,58 км², что составляет около 0,8 % от общей площади Свердловской области.
Полевской городской округ, которому соответствует административно-территориальная единица «город Полевской», граничит:
- с другими муниципальными образованиями Свердловской области:
  - на западе — с городским округом Ревда, который образован на части административно-территориальной единицы «город Ревда»,
  - на севере — с муниципальным образованием «город Екатеринбург», которому соответствует одноимённая административно-территориальная единица,
  - на востоке — с Сысертским городским округом, который образован на части Сысертского района;
- с муниципальными образованиями соседней Челябинской области:
  - на юге — с Верхнеуфалейским городским округом, которому соответствует администрвтивно-территориальная единица «город областного подчинения Верхний Уфалей»,
  - на юго-востоке — с Нязепетровским районом.

### Рельеф
С физико-географической точки зрения, Полевской городской округ расположен на Среднем Урале, в южной его части. В пределах городского округа находится множество высотных гор:
- Берёзовая (высотой 610 м над уровнем моря),
- Азов (589 м; памятник природы),
- Малый Азов (565 м),
- Балабан (535 м),
- Остренькая (493 м),
- Мочаловская (479 м)

и другие вершины. Многие из них имеют скальные выходы.

### Водоёмы
Реки
- Полева́я
- Чёрная
- Чусова́я
- Омутная
- Северушка
- Гремиха
- Красногорка

Пруды
- Верхний
- Железянский
- Шта́нговый
- Северский пруд
- Глубоченский пруд
- Верхнемакаровское водохранилище

## История
Первые упоминания о поселениях на нынешней территории Полевского городского округа появились в XVII веке.
27 февраля 1924 года в составе Свердловского округа Уральской области образован Полевской район. С 1934 года район в составе Свердловской области.

### Полевской городской совет
4 марта 1946 года Указом Президиума Верховного Совета РСФСР и последующим решением Свердловского облисполкома № 387 от 15.03.46 город Полевской был выделен из состава Полевского района и отнесён к категории городов областного подчинения. Полевскому горсовету была подчинена территория и населённые пункты упразднённого Полевского района.
1 февраля 1963 года горсовет Полевского был подчинён Свердловскому областному (промышленному) совету депутатов трудящихся, Полевскому горсовету были переданы в подчинение Зюзельский поссовет и Мраморский сельсовет. Кособродский, Кургановский и Полдневской сельсоветы Полевского были переданы в состав Свердловского сельского района.
28 апреля 1963 года ст. Сысерть Свердловской ж.д. была переименована в ст. Полевской.
16 января 1964 года был образован Станционный сельсовет с центром в посёлке Станционном-Полевском. Населённый пункт при ж.д. ст. Полевской был переименован в пос. Станционный-Полевской. Станционный сельсовет был передан в административно-территориальное подчинение Полевского горсовета.
12 ноября 1965 года в административно-территориальное подчинение Зюзельского поссовета были переданы посёлок Полевское Мариинского сельсовета города Ревды, а также посёлок Лавровский.
10 января 1966 года посёлок Полевское был переименован в Большую Лавровку.
22 ноября 1966 года посёлки участка № 3 совхоза Северский, фермы Полевского горздравотдела и участка совхоза Северский были переименованы в Зелёный Лог, Подгорный и Филипповка соответственно.
11 октября 1972 года были исключены из учётных данных как прекратившие существование: пос. Глинчевский, Омутнинский и Рубцовский пригородной зоны Полевского; пос. Лавровский Зюзельского поссовета.
30 декабря 1976 года был исключён из учётных данных как прекративший существование пос. Северная Чесноковка Кургановского сельсовета.
9 февраля 1977 года было уточнено как правильное наименование с. Полдневая (вместо варианта с. Полдневая(ское)) Полдневского сельсовета.
1 апреля 1977 года было уточнено как правильное наименование Полдневской сельсовет (с центром в селе Полдневая) в пригородной зоне Полевского.
13 сентября 1977 года были исключены из учётных данных как прекратившие существование: пос. Ревдинский Зюзельского поссовета, пос. Пропуск Полдневского сельсовета.
23 октября 1979 года был исключён из учётных данных пос. Филипповка Полдневского сельсовета.
20 ноября 1986 года была установлена городская черта Полевского.

### Муниципальное образование
По итогам местных референдумов 14 апреля и 16 июня 1996 годов, создано муниципальное образование «город Полевской». 17 декабря 1996 года муниципальное образование было внесено в областной реестр.
Законом Свердловской области от 12 октября 2004 года № 80-ОЗ «Об установлении границ муниципального образования город Полевской и наделении его статусом городского округа» муниципальное образование «город Полевской» было с 31 декабря 2004 года наделено статусом городского округа. Рабочий посёлок Зюзельский был преобразован в сельский населённый пункт.
С 1 января 2006 года муниципальное образование именуется как Полевской городской округ.
Символика
Герб и флаг Полевского городского округа внесены в Государственный геральдический регистр Российской Федерации под номерами 298 (12.06.1998) и 3934 (11.04.2008) соответственно.

## Население
| 2002    | 2009    | 2010    | 2011    | 2012    | 2013    | 2014    | 2015    | 2016    |
| ------- | ------- | ------- | ------- | ------- | ------- | ------- | ------- | ------- |
| 74 124  | ↘72 178 | ↘71 220 | ↘71 163 | ↘71 067 | ↘71 058 | ↘70 704 | ↘70 619 | ↘70 358 |
| 2017    | 2018    | 2019    | 2020    | 2021    | 2023    |         |         |         |
| ↘70 233 | ↘69 729 | ↘69 041 | ↘68 605 | ↘61 647 | ↘60 688 |         |         |         |

## Населённые пункты, административно-территориальное устройство
Распределение населения муниципального округа:
 Полевской (89,58 %) Полдневая  (2,35 %) Зюзельский (2,26 %) Косой Брод  (1,74 %) Станционный-Полевской (1,66 %) Остальные (2,41 %)
С 2020 года в состав муниципального образования (городского округа) и административно-территориальной единицы (города) входят 13 населённых пунктов: собственно город и сельские. До 1 октября 2017 года сельские населённые пункты делились на сельсоветы и сельские населённые пункты, непосредственно входящие в город.

### Административно-территориальное устройство до 1.10.2017
| №        | ТЕ / АТЕ        | Состав                                                |
| -------- | --------------- | ----------------------------------------------------- |
| 1        | город Полевской | Полевской                                             |
| 2        | с.н.п.          | посёлки Большая Лавровка, Зюзельский, Красная Горка   |
| 2.000001 | сельсоветы      |                                                       |
| 3        | Кособродский    | село Косой Брод, посёлок Подгорный                    |
| 4        | Кургановский    | село Курганово, посёлок Зелёный Лог, деревня Раскуиха |
| 5        | Мраморский      | село Мраморское                                       |
| 6        | Полдневской     | село Полдневая, деревня Кенчурка, посёлок Кладовка    |
| 7        | Станционный     | посёлок Станционный-Полевской                         |

### Населённые пункты
| №  | Населённый пункт      | Тип               | Население |
| -- | --------------------- | ----------------- | --------- |
| 1  | Большая Лавровка      | посёлок           | ↘51       |
| 2  | Зелёный Лог           | посёлок           | ↘21       |
| 3  | Зюзельский            | посёлок           | ↗1371     |
| 4  | Кенчурка              | деревня           | ↘51       |
| 5  | Кладовка              | посёлок           | ↘105      |
| 6  | Косой Брод            | село              | ↗1055     |
| 7  | Красная Горка         | посёлок           | ↗402      |
| 8  | Курганово             | село              | ↗748      |
| 9  | Мраморское            | село              | ↘743      |
| 10 | Полдневая             | село              | ↘1427     |
| 11 | Полевской             | город, адм. центр | ↘54 364   |
| 12 | Раскуиха              | деревня           | ↗19       |
| 13 | Станционный-Полевской | посёлок           | ↘1007     |

Рабочий посёлок Зюзельский с 31 декабря 2004 года был преобразован в сельский населённый пункт.
Исторически выделялся Зюзельский поссовет: рабочий посёлок Зюзельский, посёлок Большая Лавровка.
Упразднённые населённые пункты
- Законом Свердловской области от 24 декабря 2019 года посёлок Подгорный (до 1 октября 2017 года относившийся к Кособродскому сельсовету) был упразднён[35][36].